# 356-мм/52 морская пушка
356-мм/52 морская пушка — 356-мм орудие, разработанное Обуховским заводом. Принято на вооружение Российского императорского флота в 1913 году. Эти пушки предназначались для вооружение линейных крейсеров типа «Измаил», но ни один из четырёх заложенных кораблей не был достроен.

## Производство
Производилось Обуховским заводом и британской компанией Виккерс, которая выпустила первую партию орудий. Всего флот получил 11 орудий: 10 из Великобритании и одно от Обуховского завода.
Первоначально Морское ведомство планировало заказать 76 356/52-мм орудии, из них 48 собирались поставить на крейсера, 24 —запасные к крейсерам и 4 — на морской полигон. 36 орудий было заказано заводу Виккерса в Англии и 40 — ОСЗ.
356/52-мм пушки МА не следует путать с 356/52 пушками Сухопутного ведомства (СА). В 1912—1914 годах ГАУ заказало ОСЗ 17 356/52-мм пушек СА, отличавшихся от морских большим весом и большим объёмом каморы. До октября 1917 года из Англии поставили не менее 10 356/52-мм пушек, а ОСЗ не сдал ни одной. Полигонные испытания 356/52-мм пушек прошли в 1917 году на специальном полигонном станке Дурляхера. В 1922 году на ОСЗ хранилось 8 готовых пушек Виккерса и 7 недоделанных орудий ОСЗ, готовность 4 из них составляла 60 %.
Заказ на первые четыре башенные установки для КР «Измаил» выдали Металлическому заводу в 1913 году. Работы по башням завод полностью прекратил 16 августа 1917 года, не сдав ни одной башни или хотя бы станка. Устройство 356/52-мм башен близко к устройству 305/52-мм башен. Интересным новшеством стало то, что основные э/д башни должны были работать на переменном трёхфазном токе, а не на постоянном, как на всех кораблях дореволюционного флота.

## Эксплуатация
В начале 1930-х годов шесть орудий было установлено на железнодорожные транспортеры ТМ-1-14, предназначенных для береговой артиллерии. Транспортеры ТМ-1-14 были сняты с вооружения в 1952 году.

## Сверхдальнобойные орудия
В 1918 году создаётся Косартоп (Комиссия по особым артиллерийским опытсистемам), в которую входят лучшие специалисты в области артиллерии – Н.Ф.Дроздов, И.П. Граве, В.М.Трофимов, Ф.Ф.Лендер и др. Важнейшей задачей Косартопа была разработка систем сверхдальней стрельбы. Создавать принципиально новые артсистемы в те годы было нереально, поэтому было решено создать принципиально новый сверхдальнобойный снаряд для 356/52-мм орудий. Снаряд был назван "комбинированным", позже такие снаряды стали именоваться подкалиберными. Состоял снаряд из поддона и "активного" снаряда. Вес всей конструкции был 236 кг, а активного снаряда калибра 203 мм – 110 кг.
В июне 1924 года при стрельбе 203-мм активным снарядом весом 110 кг при скорости 1250 м/с была получена максимальная дальность 48,5 км. В ходе этих стрельб отмечено большое рассеивание по меткости и дальности вследствие того, что крутизна нарезов штатной 356/52-мм пушки 30 клб не обеспечивала правильного полёта снарядов.
В связи с этим было решено рассверлить ствол 356/52-мм пушки до 368 мм с более крутой нарезкой. 
Расточка ствола 368-мм пушки № 1 была произведена в 1934 году на заводе "Большевик". В начале декабря 1934 года начались испытания пушки № 1, которые были неудачны из-за качества снарядов. На испытаниях была получена скорость 1254-1265 м/с. При стрельбе 2.08.1935 г. получена средняя дальность 88720 м при угле около 50°. В конце 1935 года были проведены стрельбы снарядами с поясковыми поддонами, дальность стрельбы 97270 м при угле +42°. 
К тому времени была закончена переделка второй 356-мм пушки в 368-мм. В марте 1937 года были составлены таблицы стрельбы из 368-мм пушки снарядами. 368-мм стволы предполагалось установить на железнодорожных транспортерах ТМ-1-14, однако эти планы не были реализованы.

## Боевое применение
В составе батареи № 11 пушки 356-мм/52 приняли участие в обороне Ленинграда в 1941—1942 годах.
Помимо трёх железнодорожных установок 11-й батареи по противнику вело огонь ещё одно 14" орудие, первоначально предназначавшееся для вооружения «Измаилов». Это было орудие опытной установки Морского полигона, на которой в 20 — 30-е годы производились опыты по усовершенствованию артиллерийской техники. С началом войны её вместе с одной 16"/50 и двумя 12"/52 установками полигона объединили в тяжёлую артиллерийскую батарею, которая вела эффективный огонь по осадившему город врагу. Так замкнулся круг — пушкам «Измаила» все же удалось внести свой вклад в борьбу с противником, против которого они создавались с самого начала. И действовали они, хоть и на суше, но все же формально в составе морских частей.

## Боеприпасы 356-мм/52 морской пушки
| Бронебойный образца 1911 г. | 747,8 | 747,8 | 3,9 | 20,4 | 2,7  | 732 | 22,3/ 20°           |
| Фугасный образца 1913 г.    | 747,8 | 747,8 | 4,7 | 81,9 | 11   | 732 | 23,2/ 25° 31,0/ 50° |
| Фугасный образца 1928 г.    | 512   | 512   | 5,0 | 88,2 | 17,2 | 980 | 34,8/ 25° 52,9/ 50° |